# Leen Papo
Leendert (Leen) Johan Papo (Maurik, 6 februari 1916 - Wassenaar, 27 juni 1995) was een van de roeiers die in de laatste maanden van de Tweede Wereldoorlog onderduikers, verzetsmensen, vluchtelingen en geallieerde piloten naar bevrijd gebied aan de overkant van de Waal brachten. Zij brachten wapens, medicijnen en informatie mee terug.
De voorouders van Leen Papo waren Hugenoten die rond 1700 uit Frankrijk naar Nederland gevlucht waren. Zijn vader was timmerman. Leen woonde in 1944 bij zijn ouders in de Hermoesestraat in Zennewijnen. Het huis stond vlak onder de Waalbandijk, bij de herberg 'De Rode Molen'.
Na de lagere school moest Papo gaan werken; eerst bij een boer in Ophemert, later onder meer bij een zandschipper en op de steenfabriek in Zennewijnen. In 1942 werkte hij op een beurtschip dat tussen Tiel en Rotterdam voer. Tussen deze tochten door ging hij vaak met een roeiboot naar afgemeerde binnenschepen om eten te ruilen voor steenkolen. Om de Arbeitseinsatz te ontlopen, monsterde hij aan op een binnenschip dat op het Ruhrgebied voer. Hij kende de rivier dan ook uitstekend.
In het najaar van 1944 werd het zuiden van Nederland bevrijd en de rivieren vormden sindsdien een langgerekte frontlijn. Papo werd een van de Waalcrossers die met een roeiboot gestrande militairen, verzetsmensen en vluchtelingen overzetten. Hij stak in totaal twaalf tot vijftien keer de Waal over. Een Canadese militair bezorgde hem de bijnaam "Tarzan".
Na de bevrijding werd Papo als lid van de Ordedienst bewaker in Kamp Neerijnen. Na een opleiding voor onderofficieren deed hij dienst in Gorinchem, Rotterdam en de Inlichtingendienst Buitenland in Wassenaar.

## Onderscheidingen
Leen Papo kreeg na de oorlog namens het Amerikaanse volk een persoonlijke bedankbrief van president Eisenhower. In 1950 kreeg hij uit handen van Prins Bernhard in de Ridderzaal op het Binnenhof het Bronzen Kruis. Later volgden nog de eremedaille in zilver in de orde van Oranje-Nassau en het verzetsherdenkingskruis.
Sinds 1995 staat het beeld De Roeier aan de Waalbandijk in Zennewijnen op de plaats waar het huis was van Leen Papo. Hoewel hij al ernstig ziek was, was Papo aanwezig bij de onthulling.